# Jungfru Marias bebådelses kyrka, Provadija
Jungfru Marias bebådelses kyrka (bulgariska: Храм Благовещение Богородично; translitteration: Hram Blagoveshcheniye Bogorodichno) är en bulgarisk-ortodox kyrkobyggnad belägen i orten Provadija, i kommunen Obsjtina Provadija i regionen Oblast Varna, i östra Bulgarien.
Kyrkan är helgad åt den kristna högtiden jungfru Marie bebådelsedag och tillhör Varnas och Veliki Preslavs stift.

## Historik
Mellan 1842 och 1843 byggdes den första kyrkan i Provadija som var helgad åt Sankt Nikolaus och som invigdes 1844. På grund av ökningen av den östortodoxa kristna befolkningen i staden ökade också behovet av ett större kyrkobyggnad.
Byggandet av den nuvarande kyrkan började någonstans under våren 1912, som leddes av bland annat entreprenören Prodan Nikolov. Kyrkan invigdes 1923.

## Inventarier
Inne i kyrkan finns en ikonostas som tillverkades av konstnären och träsnidaren Dosyu Vuychev från Gabrovo.

## Bilder

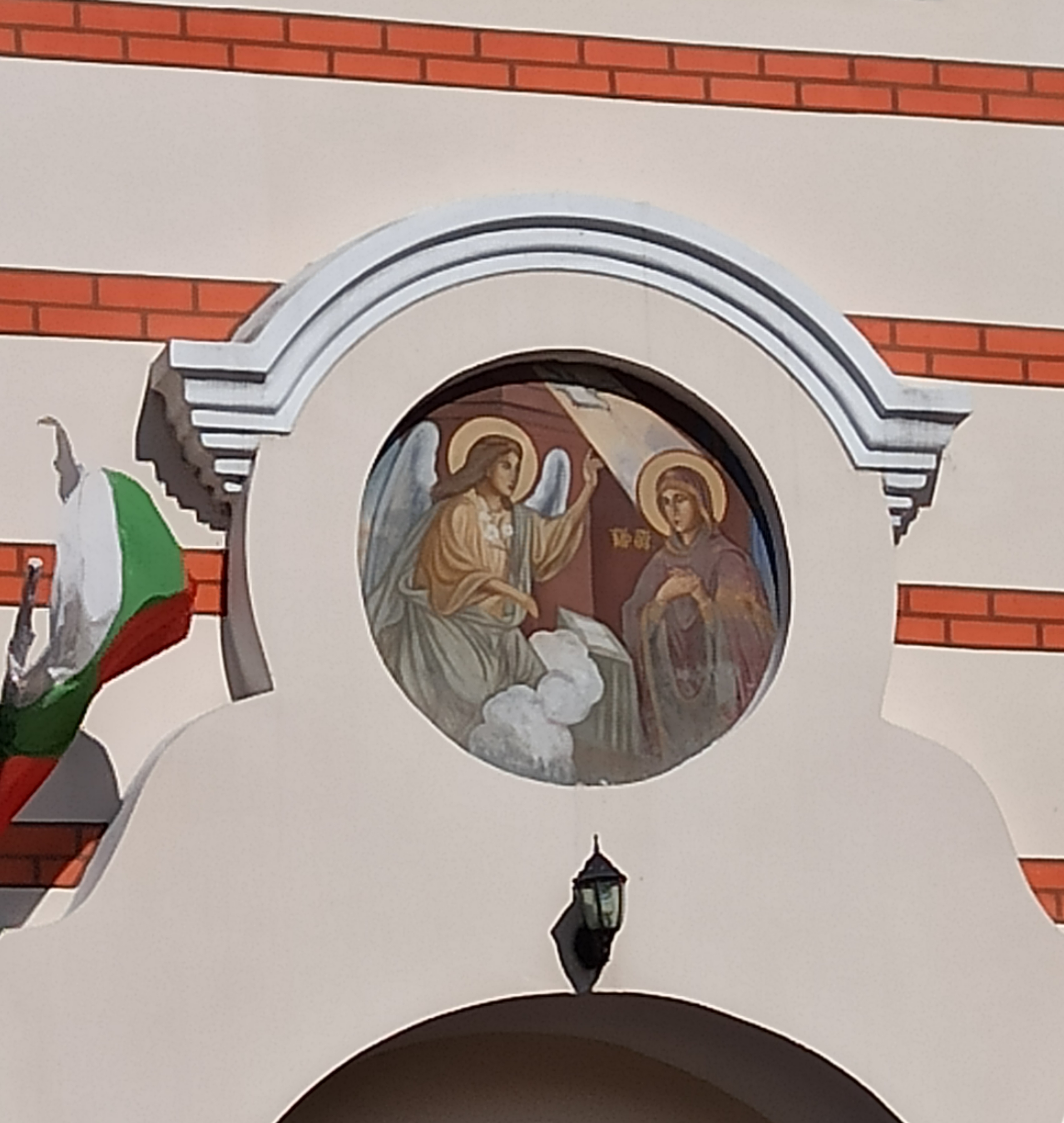
Fresk ovanför ingången.
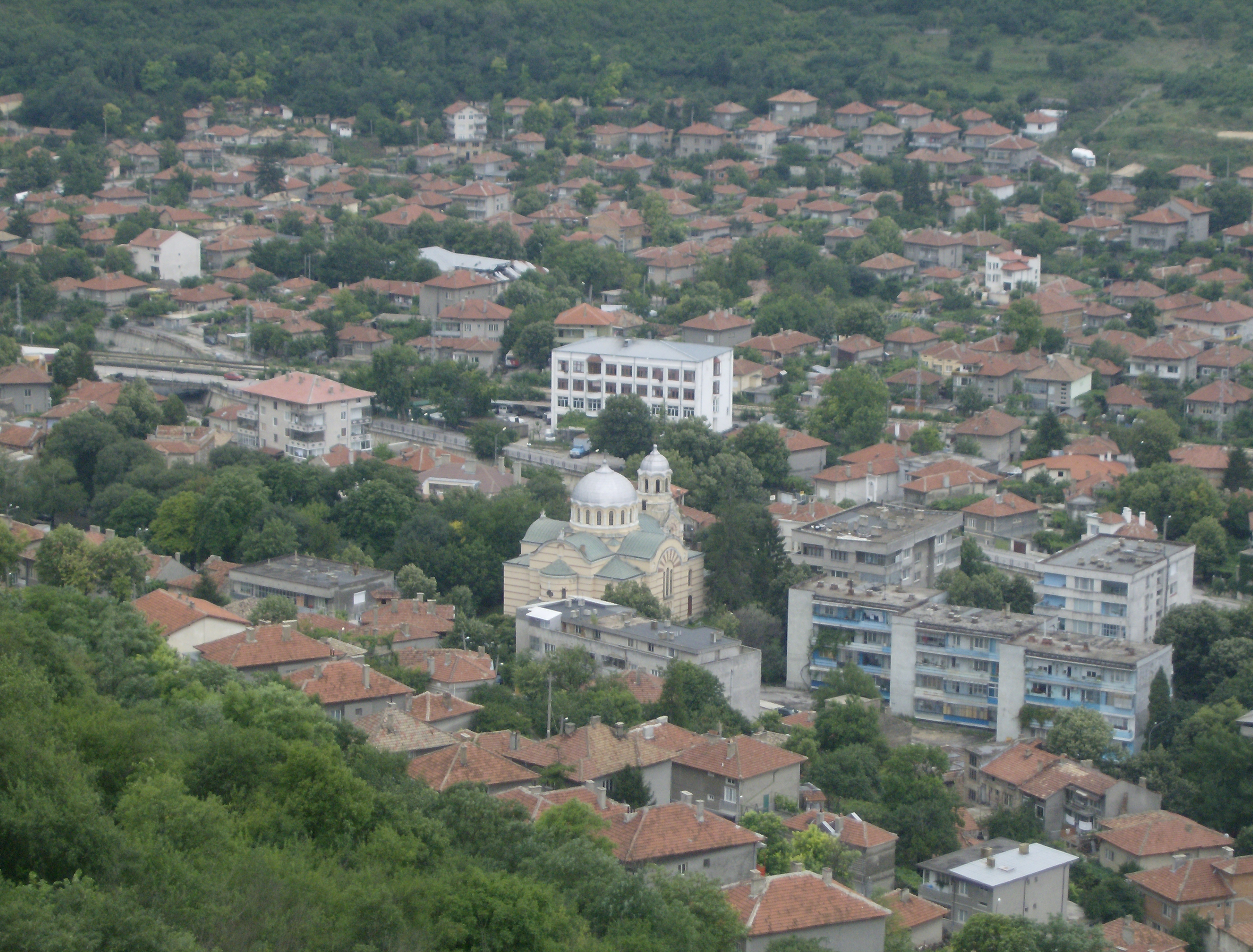
Flygfoto över kyrkan.